# جيمس س. كينت
جيمس س. كينت هو قاضي كندي، ولد في 1941.